# San Felices de Ara
San Felices de Ara es una localidad española del municipio de Fiscal, perteneciente a la provincia de Huesca, en la comunidad autónoma de Aragón.

## Toponimia
El lugar puede aparecer referido como «San Felices de Ara», «San Felices de Boltaña» y «San Felices».

## Historia
Hacia mediados del siglo XIX, el lugar, por entonces con ayuntamiento propio, tenía contabilizada una población de cincuenta habitantes. Aparece descrito en el octavo volumen del Diccionario geográfico-estadístico-histórico de España y sus posesiones de Ultramar de Pascual Madoz con las siguientes palabras:

FELICES DE BOLTAÑA (San): l. con ayunt. en la prov. de Huesca (12 leg.), part. jud. de Boltaña (2), aud. terr. y c. g. de Zaragoza (20), dióc. de Barbastro (10). sit. al pie del monte Cagigar á bastante elevacion sobre el terr., por cuya razon y estar batido por los vientos del N., disfruta de un clima frio, sin que se padezcan mas enfermedades que de pecho, si bien que son muy raras. Forman la poblacion 9 casas de pobre aspecto y de ninguna comodidad interior, distribuidas en una sola calle empedrada con desigualdad, é incómodo su piso, con la de ayunt. en mediano estado que sirven tambien de cárcel: la igl. parr. (San Lorenzo) comprende ademas los 2 barrios de Aguilar y se halla servida por un cura de primer ascenso de patronato de S. M. ó del diocesano: el cementerio fuera y á un estremo de la pobl., es capaz y ventilado. El térm. se estiende 1 leg. de E. á O., y otra de N. á S., confinando por N. con Abella (3/4); E. Janovas (3/4); S. Boltaña (3/4), y O. Planillo (3/4), en el mismo está enclavada la pardina de Villamonte y una ermita (la virgen de Gorva), en el térm. de este pueblo, dist. un cuarto de hora; tambien existe próxima una fuente de agua de escelente calidad de que se surten los vecinos. En la pardina de Villamonte, nace un arroyo que con ese nombre corre un espacio de legua y media, hasta desaguar en el r. Ara junto al pueblo de Janovas. El terreno de secano en su mayor parte, comprende una corta porcion de regadio, siendo todo él medianamente productivo y dedicado al cultivo de cereales y hortalizas; hay algunas canteras de piedra caliza, y los montes poblados de bojes, aliagas, sabinas, romero y otras matas bajas. Pasa inmediata al pueblo la carretera que conduce de Huesca al valle de Broto, en regular estado y tiene varias veredas que conducen á los pueblos circunvecinos. La correspondencia se recibe de la cab. de part. por un balijero que recoge de otros pueblecitos. prod.: trigo, avena, algun mijo, patatas, judias, poco maiz y hortalizas; cria ganado lanar y cabrio y hay caza de conejos, liebres, perdices y tordos. pobl.: 8 vec., 50 alm. contr.: 956 rs. 18 mrs.
(Madoz, 1847, p. 30)

El municipio de San Felices desapareció de cara al censo de 1857 y el término pasó a formar parte del de Albella y Planillo, que luego se incorporaría a Albella y Jánovas para acabar en Fiscal en 1974. En 2023, la entidad singular de población tenía empadronados ocho habitantes y el núcleo de población, también ocho.